# Владыка
Влады́ка (от «владеть»; калька c греч. ηγεμον [игемон], титула, принятого у православных греков) — господин, обладатель, верховный правитель, государь.

## Использование термина
В Русской православной церкви (а также других славянских православных церквях) «владыка» — почётный титул духовных особ в епископском сане: например, «Владыка новгородский Илия». В богослужебном словоупотреблении «владыко» (форма звательного падежа; соответствует греч. δέσποτα в греческих текстах) — обращение к любому священнодействующему священнослужителю, но в речевом обиходе (вне богослужения) неофициальное титулование «владыка» усвояется исключительно архиереям (епископам). Старинные названия сёл и деревень в России: «Владычное», «Владыкино» и подобные указывают обычно на их принадлежность в прошлом архиерейским кафедрам.
Слово «Владыка» также применялось и применяется как:
- неофициальное титулование архиереев (епископов, архиепископов, митрополитов; патриархов называют «Святейший владыка») в русском, сербском, македонском и болгарском православии. При обращении используется звательный падеж «владыко» («владыко святы́й»), иногда с добавлением личного имени архиерея, а официально — с добавлением титула;
- низший дворянский титул в Богемии (средневековой Чехии), принадлежавший представителям владыцкого сословия — низшего из трёх дворянских сословий Богемии (Чехии);
- титул черногорских правителей из династии Петровичей, соединявших светскую (княжескую) и церковную (митрополичью) власть с 1711 года до 1852 года[4][5][3].